# 虎之門事件
虎之門事件（日语：／）是1923年（大正12年）12月27日，發生在日本東京虎之門外的社會主義者難波大助行刺皇太子攝政宮裕仁親王（後之昭和天皇）的刺殺事件。这是继幸德事件之后的第二起大逆事件，導致第二次山本内阁總辭。

## 事件發生

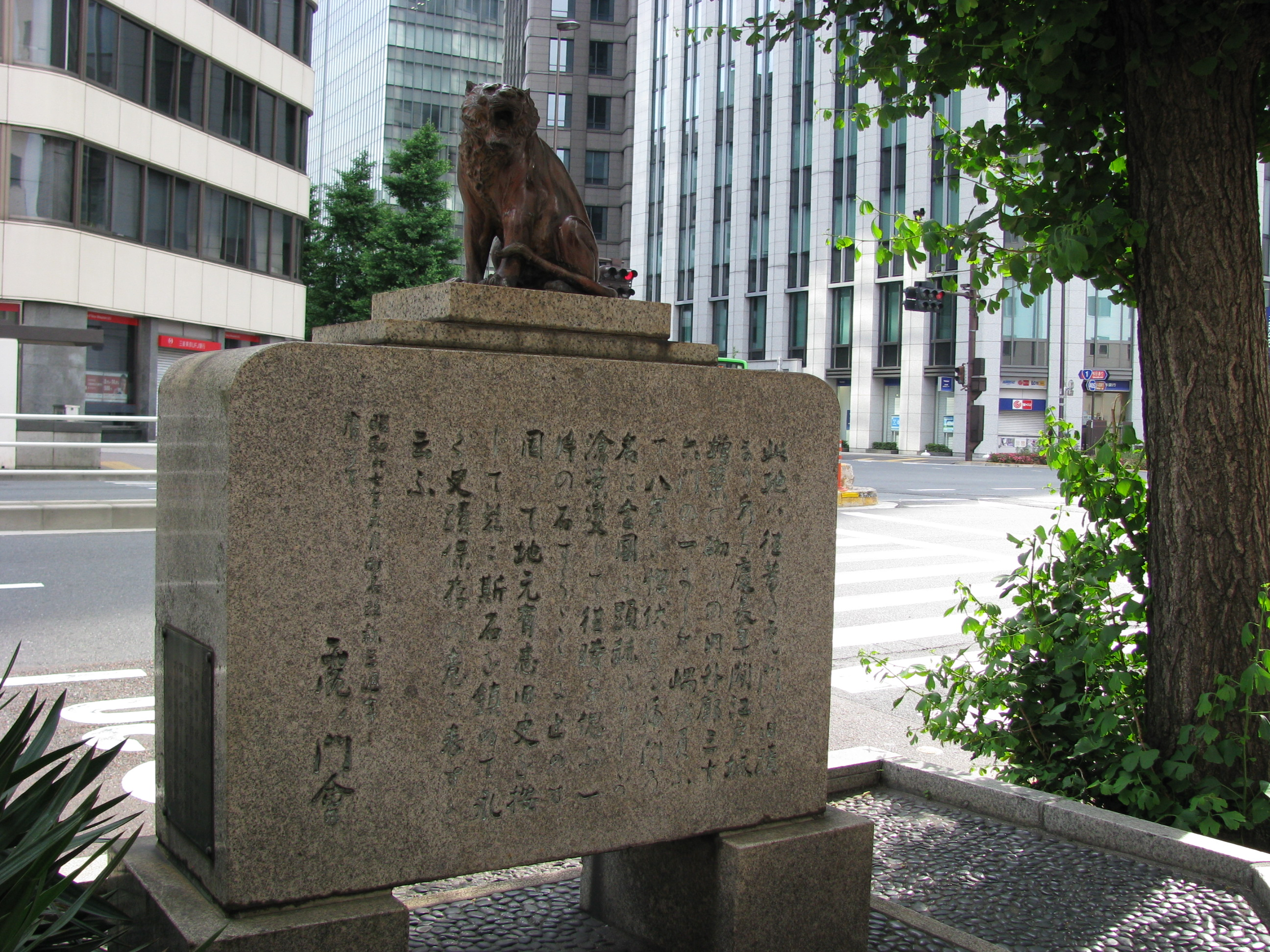
虎之門遺跡碑

1923年12月27日，皇太子裕仁親王為出席第48屆帝國議會常會的開會式，搭乘汽車前往貴族院。途中在虎之門外（虎之門公園側）遭到難波大助以霰彈槍狙擊。散彈未命中皇太子，但是擊破了車窗的玻璃，造成同車的東宮侍從長入江為守（入江相政之父）輕傷。汽車在事件後直接前往目的地，皇太子似乎未受到驚嚇。
企圖逃走的難波被警戒中的便服警察和周圍的民众包圍，遂遭到逮捕。之後難波被依大逆罪起訴，於1924年（大正13年）11月13日被判處死刑。11月15日，執行死刑。此事件是關東大地震後，社會不安之下發生的事件之一。

## 影響
當時的內閣總理大臣山本權兵衛即刻提出了辭呈。12月29日，皇太子慰留了山本，但山本心意已決。1924年（大正13年）1月7日，內閣總辭。負有警護責任的警視總監湯淺倉平和警視廳警務部長正力松太郎則被革職。難波大助之父眾議院議員難波作之進（庚申倶樂部所屬）在事件後即刻辭職，閉門蟄居，絕食而死。其長兄正太郎也從礦業公司離職。
其他難波的所有關係人士，如其故鄉山口縣的知事、小學母校的校長等人都受到處分。難波作之進的選舉地位之後由松岡洋右繼承。

## 關連項目
- 大逆事件（日语：大逆事件）